# Prowincja Pattani
Pattani (taj. ปัตตานี) – jedna z prowincji (changwat) Tajlandii nad zatoką tajlandzką na półwyspie malajskim. Sąsiaduje z prowincjami Narathiwat, Yala i Songkhla.